# 圣路易 (上莱茵省)
圣路易（法語：Saint-Louis，法語發音：[sɛ̃ lwi] ⓘ），法国东北部城市，大东部大区上莱茵省的一个市镇，隶属于米卢斯区，其市镇面积为16.85平方公里，2022年1月1日时人口数量为22,530人，在法国城市中排名第399位。
圣路易位于上莱茵省东南部，其南部与瑞士接壤，通过有轨电车连接瑞士城市巴塞尔，巴塞尔-米卢斯-弗赖堡欧洲机场的主体部分位于其市镇范围内。

## 地名来源
“Saint-Louis”一名来源于法兰西国王路易十四，后者被认为是圣路易城市的缔造者。法国大革命期间，当地曾被更名为“Bourglibre”，后于1814年恢复原名。
圣路易所处区域历史上通行阿尔萨斯语，“Saint-Louis”对应的阿尔萨斯语拼写为“Sä-Lui”，其对应的读音为“[sɛlui]”。1871至1918年间，圣路易被德意志帝国统治，当地官方使用德语“Sankt Ludwig”作为官方名称。

## 历史

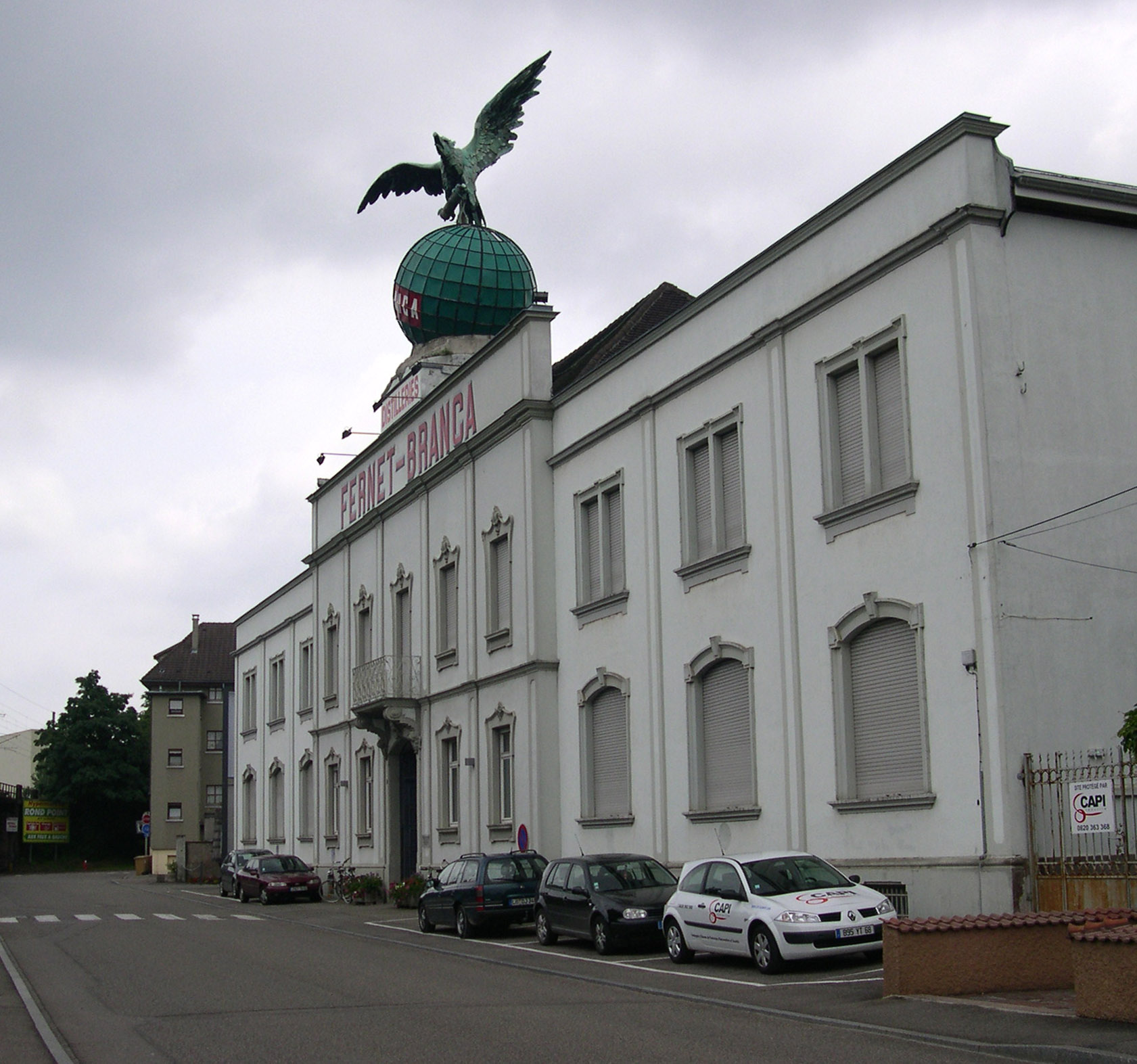
蒸馏厂旧址

圣路易的早期历史尚不清楚。中世纪时，位于莱茵河畔的于南格修建了军事城墙，连接斯特拉斯堡和巴塞尔之间的道路从城墙外侧经过，此地逐渐形成聚落。1684年11月28日，路易十四创建圣路易作为商贸集镇，后者是维拉日讷夫的一部分。法国大革命后，圣路易被划入上莱茵省阿尔特基什区，自1793年起与米歇尔费尔登合并成为一个独立市镇。工业革命期间，途径圣路易的斯特拉斯堡—圣路易铁路建成通车，当地曾建成费尔内-布朗卡蒸馏厂和一家啤酒厂。普法战争结束后，圣路易及其所处的阿尔萨斯-洛林地区被划入德意志帝国，圣路易被划入新设立的米尔豪森县。19世纪末，圣路易境内出现了多个工业部门。一战结束后，阿尔萨斯-洛林地区根据《凡尔赛条约》重归法国，圣路易改属米卢斯区。1944年11月20日，阿尔及利亚第一骑士团入驻圣路易，圣路易由此成为阿尔萨斯地区第一座被解放的城市。1953年，布尔格费尔登整体并入圣路易。1970年，位于圣路易境内的巴塞尔-米卢斯-弗赖堡欧洲机场投入使用。自20世纪中后期以来，得益于巴塞尔的城市扩张以及国际交流合作的日益频繁，圣路易人口数量逐年增加，当地新建了多处居民区。2017年12月，巴塞尔有轨电车3号线延伸至圣路易境内。

## 地理

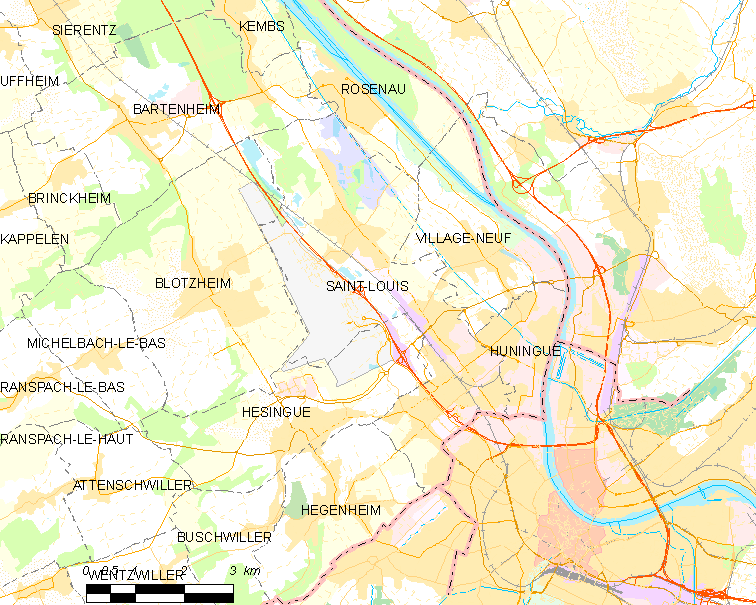
圣路易市镇范围地图

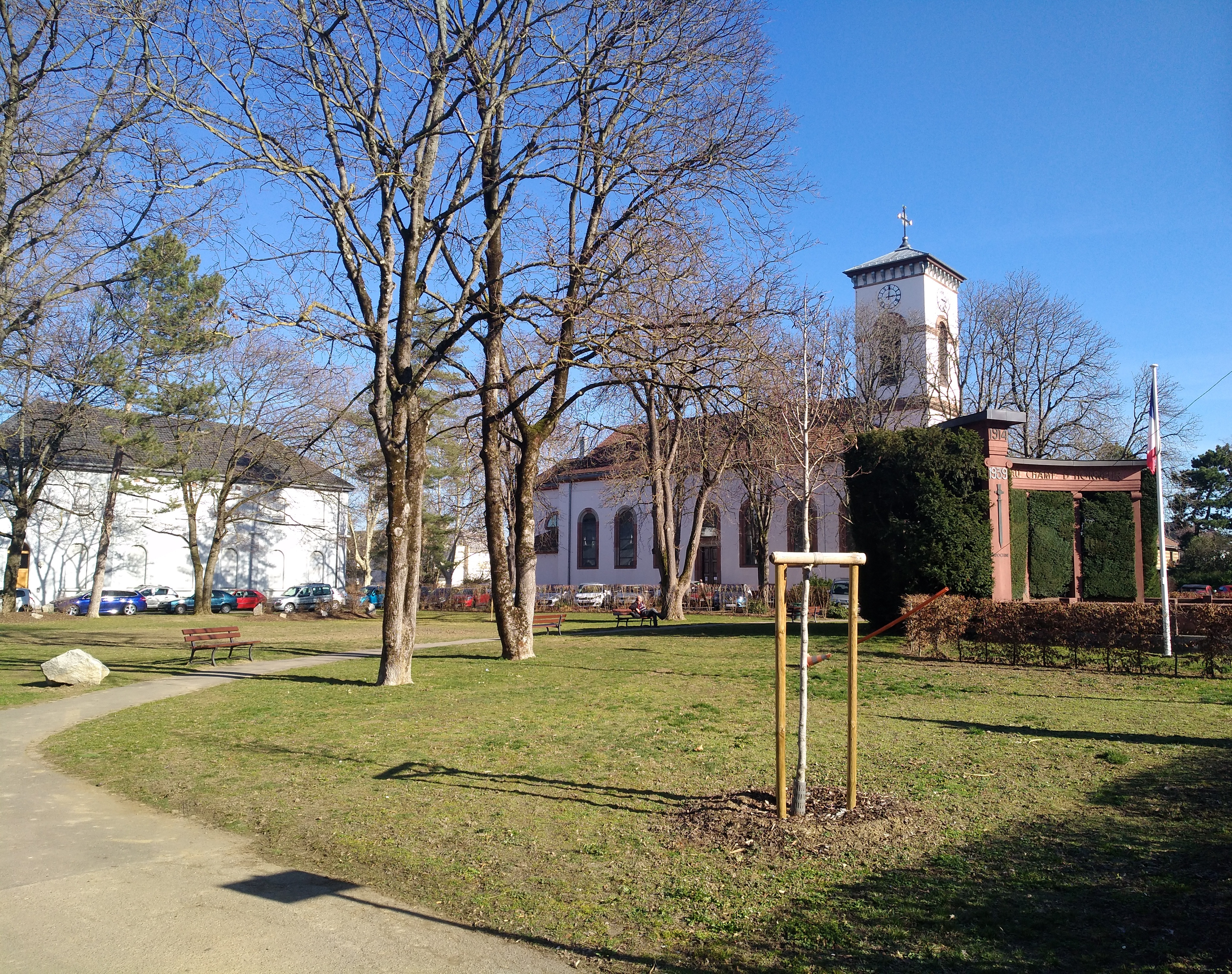
法兰西记忆花园

圣路易位于法国东北部，大东部大区东南部和上莱茵省东南部，距离省会科尔马大约61公里。与圣路易接壤的法国市镇包括：巴尔特奈姆、布洛蔡姆、埃桑格、埃格奈姆、于南格、罗斯诺和维拉日讷夫。

### 地形
圣路易位于莱茵河左岸平原腹地，境内以平原为主，市镇中心地势较为平坦，全境海拔在237到278米之间。

### 水文
圣路易位于莱茵河流域范围内，莱茨巴克（Lertzbach）自西南向北流经市镇北部。

### 植被
圣路易属于温带阔叶混交林区，林地散落分布于市镇范围内的多个区域，特里姆巴克博士公园（Parc Docteur Trimbach）、相思树公园（Parc des Acacias）等是当地的主要城市绿地。
在鲜花城市的评比中，圣路易被评为3星级鲜花城市。

### 气候
圣路易在柯本气候分类法中属于温带海洋性气候（Cfb）。
圣路易境内设有“米卢斯-巴塞尔”气象站，以下为该气象站的数据：
| 米卢斯-巴塞尔（圣路易）1981年－2019年 | 米卢斯-巴塞尔（圣路易）1981年－2019年 | 米卢斯-巴塞尔（圣路易）1981年－2019年 | 米卢斯-巴塞尔（圣路易）1981年－2019年 | 米卢斯-巴塞尔（圣路易）1981年－2019年 | 米卢斯-巴塞尔（圣路易）1981年－2019年 | 米卢斯-巴塞尔（圣路易）1981年－2019年 | 米卢斯-巴塞尔（圣路易）1981年－2019年 | 米卢斯-巴塞尔（圣路易）1981年－2019年 | 米卢斯-巴塞尔（圣路易）1981年－2019年 | 米卢斯-巴塞尔（圣路易）1981年－2019年 | 米卢斯-巴塞尔（圣路易）1981年－2019年 | 米卢斯-巴塞尔（圣路易）1981年－2019年 | 米卢斯-巴塞尔（圣路易）1981年－2019年 |
| 月份                                  | 1月                                   | 2月                                   | 3月                                   | 4月                                   | 5月                                   | 6月                                   | 7月                                   | 8月                                   | 9月                                   | 10月                                  | 11月                                  | 12月                                  | 全年                                  |
| ------------------------------------- | ------------------------------------- | ------------------------------------- | ------------------------------------- | ------------------------------------- | ------------------------------------- | ------------------------------------- | ------------------------------------- | ------------------------------------- | ------------------------------------- | ------------------------------------- | ------------------------------------- | ------------------------------------- | ------------------------------------- |
| 历史最高温 °C（°F）                   | 18.8 (65.8)                           | 21.7 (71.1)                           | 26.2 (79.2)                           | 30 (86)                               | 33 (91)                               | 37 (99)                               | 38.8 (101.8)                          | 39.1 (102.4)                          | 33.7 (92.7)                           | 31 (88)                               | 23.4 (74.1)                           | 19.9 (67.8)                           | 39.1 (102.4)                          |
| 平均高温 °C（°F）                     | 4.9 (40.8)                            | 6.8 (44.2)                            | 11.5 (52.7)                           | 15.5 (59.9)                           | 19.9 (67.8)                           | 23.3 (73.9)                           | 25.9 (78.6)                           | 25.5 (77.9)                           | 21 (70)                               | 15.8 (60.4)                           | 9.2 (48.6)                            | 5.6 (42.1)                            | 15.4 (59.7)                           |
| 日均气温 °C（°F）                     | 1.7 (35.1)                            | 2.8 (37.0)                            | 6.7 (44.1)                            | 10 (50)                               | 14.5 (58.1)                           | 17.8 (64.0)                           | 20 (68)                               | 19.6 (67.3)                           | 15.6 (60.1)                           | 11.4 (52.5)                           | 5.7 (42.3)                            | 2.6 (36.7)                            | 10.7 (51.3)                           |
| 平均低温 °C（°F）                     | −1.5 (29.3)                           | −1.2 (29.8)                           | 2 (36)                                | 4.6 (40.3)                            | 9.1 (48.4)                            | 12.2 (54.0)                           | 14.1 (57.4)                           | 13.7 (56.7)                           | 10.3 (50.5)                           | 6.9 (44.4)                            | 2.3 (36.1)                            | −0.3 (31.5)                           | 6 (43)                                |
| 历史最低温 °C（°F）                   | −23.5 (−10.3)                         | −22.8 (−9.0)                          | −16.4 (2.5)                           | −6.3 (20.7)                           | −3.1 (26.4)                           | 1.8 (35.2)                            | 5.1 (41.2)                            | 3.4 (38.1)                            | −0.9 (30.4)                           | −6.3 (20.7)                           | −12.6 (9.3)                           | −18.7 (−1.7)                          | −23.5 (−10.3)                         |
| 平均降水量 mm（）                     | 47.3 (1.86)                           | 44.7 (1.76)                           | 52.3 (2.06)                           | 59 (2.3)                              | 90.4 (3.56)                           | 73.9 (2.91)                           | 71.2 (2.80)                           | 73.2 (2.88)                           | 69.1 (2.72)                           | 68.6 (2.70)                           | 56.7 (2.23)                           | 66.4 (2.61)                           | 772.8 (30.43)                         |
| 月均日照時數                          | 74                                    | 94.1                                  | 138.1                                 | 176.1                                 | 200.1                                 | 226                                   | 241.3                                 | 227.7                                 | 164.3                                 | 118.5                                 | 67.8                                  | 55.1                                  | 1,783.1                               |
| 来源：infoclimat.fr                   |                                       |                                       |                                       |                                       |                                       |                                       |                                       |                                       |                                       |                                       |                                       |                                       |                                       |

## 行政区划
圣路易的市镇编号为68297，邮政编号为68300。
在行政管理方面，圣路易隶属于法国大东部大区上莱茵省米卢斯区；在地方选举方面，圣路易是圣路易县的中央投票站所在地，其市镇范围全境被划入上莱茵省第三选区；在社会管理方面，圣路易是圣路易城市圈公共社区的办公驻地。
截至2024年6月，圣路易车站街区（Quartier de la Gare）为城市政策优先街区。
法国国家统计与经济研究所（简称）在进行数据统计时，将圣路易及相邻的另外5个市镇设为巴塞尔-圣路易城市核心区，并将包括核心区在内的周边共75个市镇划为巴塞尔-圣路易城市区。自2020年起，巴塞尔-圣路易城市区被包含94个市镇的巴塞尔-圣路易城市辐射区（法国部分）代替。此外，还将圣路易市镇分为了8个“块区”（IRIS），以便于统计人口分布情况。

## 交通

### 公路
A35高速公路纵贯圣路易境内并连接瑞士高速公路网，上莱茵省省道D12b1线、D21.6线、D66线、D105线、D419线、D469线在圣路易境内交汇。大东部大区下属的上莱茵省城际客运68R070线经停圣路易，可通往费雷特及沿途主要市镇。
|  | 1.8 |

| 科尔马 | 61 |

| 米卢斯 | 34 |

| 阿尔特基什 | 29 |

2020年，74.0%的圣路易家庭拥有至少一辆私人汽车。2021年，圣路易境内共发生各类交通事故7起，造成1人遇难，6人受伤，其中4人重伤。

### 铁路

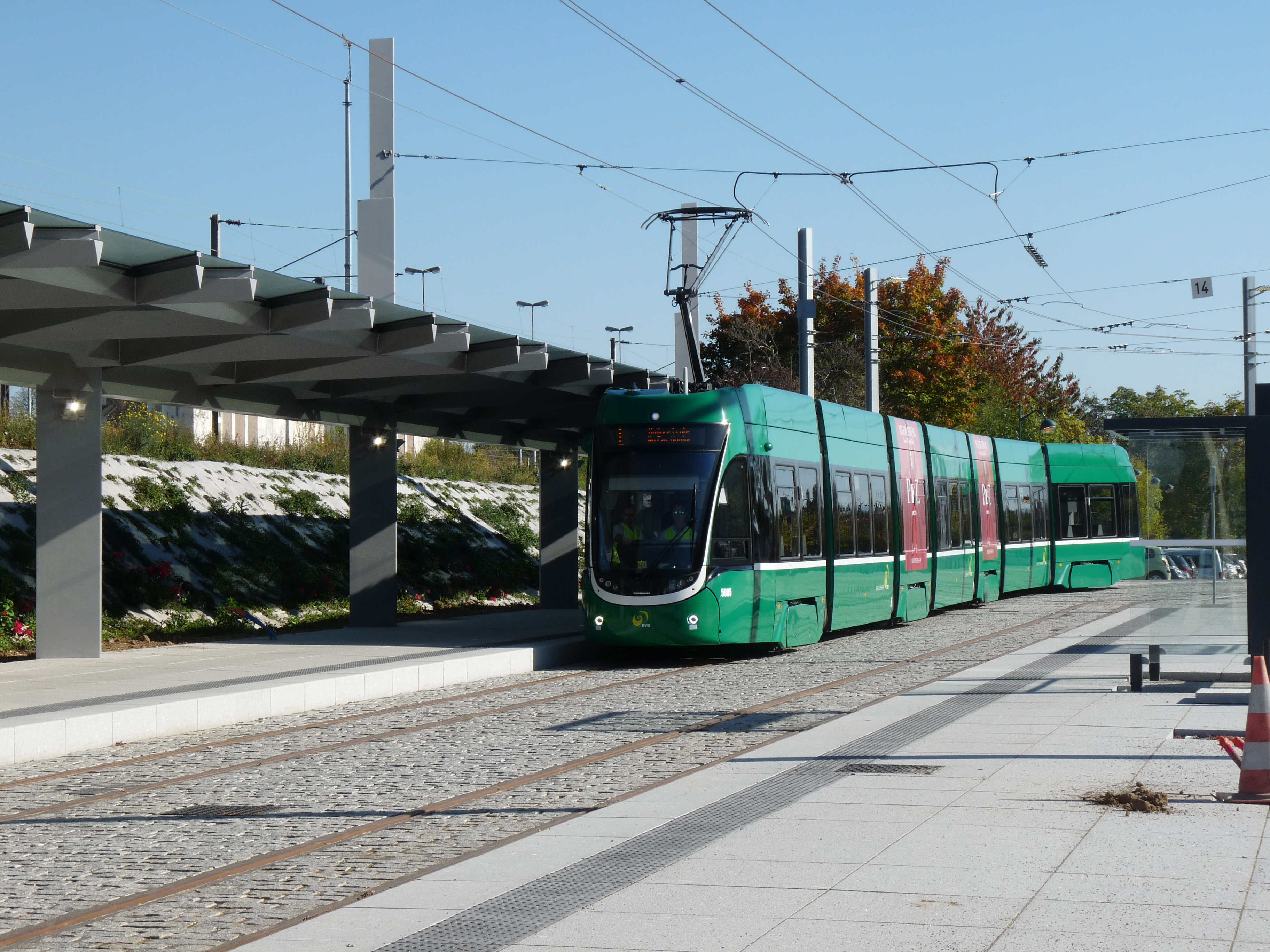
停靠圣路易火车站的巴塞尔有轨电车

圣路易位于斯特拉斯堡—圣路易铁路上，另有圣路易—于南格铁路连接莱茵河港口。圣路易站位于市区南部，该站停靠往返于斯特拉斯堡和巴塞尔一线的区域列车。此外圣路易市区北部还建有圣路易拉绍塞站，该站停靠往返于米卢斯和巴塞尔之间的区域列车。

### 航空
服务于法国米卢斯、瑞士巴塞尔和德国弗赖堡的巴塞尔-米卢斯-弗赖堡欧洲机场位于圣路易境内。

### 城市公共交通
圣路易城市公共交通（商业名称为“Distribus”）是当地的城市公共交通系统。截至2024年6月，该系统共包括14条公交线路，其中三条可直通瑞士，路网覆盖了圣路易市区内的主要街道和居民区。
巴塞尔有轨电车3号线在圣路易境内设有五个车站。

## 政治

### 市政内阁

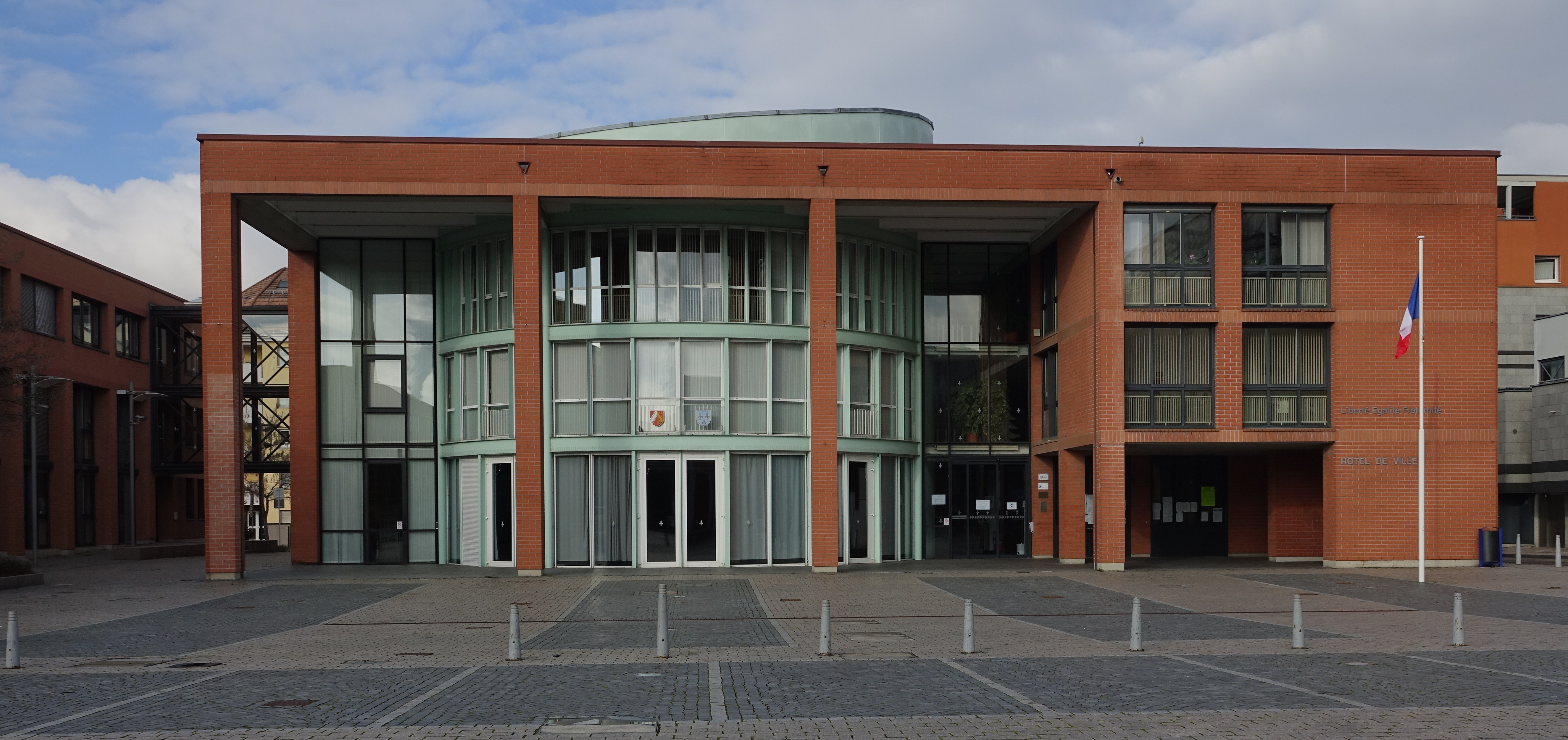
圣路易市政厅

圣路易的现任市长为帕斯卡勒·施米迪格女士（Pascale SCHMIDIGER），她是共和党的一名成员，自2020年4月起担任市长职务；其前任为让-马里·佐埃莱先生（Jean-Marie ZOELLÉ），他是一名右翼无党派人士，在2020年的市政选举中获得了84.02%的支持率，后于当年4月6日因Covid-19逝世。
| 圣路易历届市长     | 圣路易历届市长                       | 圣路易历届市长                               |
| 任期               | 市长                                 | 党派                                         |
| ------------------ | ------------------------------------ | -------------------------------------------- |
| 1944年－1945年     | Jean BRANDENBURGER 让·勃兰登堡       | 不详                                         |
| 1945年（7月至9月） | Paul FICHTER 保罗·费希特             | 不详                                         |
| 1945年－1957年     | Marcel HURST 马塞尔·赫斯特           | UPR进步者联盟                                |
| 1957年－1965年     | Charles KROEPFLÉ 夏尔·克罗普弗莱     | UNR新共和国联盟                              |
| 1965年－1971年     | Georges GISSY 乔治·吉西              | UPR进步者联盟                                |
| 1971年－1987年     | Théo BACHMANN 泰奥·巴赫曼            | DVD右翼无党派人士                            |
| 1987年－1989年     | Adolphe CRONIMUS 阿道夫·克罗尼姆斯   | 不详                                         |
| 1989年－2011年     | Jean UEBERSCHLAG 让·尤伯施拉格       | RPR保衛共和聯盟 →UMP人民运动联盟 →RS联合共和 |
| 2011年－2020年     | Jean-Marie ZOELLÉ 让-马里·佐埃莱     | DVD右翼无党派人士                            |
| 2020年－           | Pascale SCHMIDIGER 帕斯卡勒·施米迪格 | LR共和黨                                     |

### 各级选举
| 圣路易历届投票选举结果 | 圣路易历届投票选举结果 | 圣路易历届投票选举结果 | 圣路易历届投票选举结果 | 圣路易历届投票选举结果        | 圣路易历届投票选举结果 | 圣路易历届投票选举结果 | 圣路易历届投票选举结果        | 圣路易历届投票选举结果 | 圣路易历届投票选举结果 |
| 选举项目               | 选举范围               | 选区单位               | 选区单位内的选举结果   | 选区单位内的选举结果          | 选区单位内的选举结果   | 选区单位内的选举结果   | 选区单位内的选举结果          | 选区单位内的选举结果   | 参考资料               |
| 选举项目               | 选举范围               | 选区单位               | 第一轮胜出者           | 第一轮胜出者                  | 支持率                 | 第二轮胜出者           | 第二轮胜出者                  | 支持率                 | 参考资料               |
| ---------------------- | ---------------------- | ---------------------- | ---------------------- | ----------------------------- | ---------------------- | ---------------------- | ----------------------------- | ---------------------- | ---------------------- |
| 2017年法國總統選舉     | 法國                   | 市镇                   |                        | 弗朗索瓦·菲永                 | 23.53%                 |                        | 埃马纽埃尔·马克龙             | 67.21%                 | [ 29 ]                 |
| 2017年法国立法选举     | 上莱茵省第三选区       | 市镇                   |                        | 帕特里克·斯特里比             | 38.13%                 |                        | 帕特里克·斯特里比             | 53.7%                  | [ 29 ]                 |
| 2019年欧洲议会选举     | 法國                   | 市镇                   |                        | 若尔丹·巴尔代拉               | 23.66%                 | （不适用）             | （不适用）                    | （不适用）             | [ 32 ]                 |
| 2021年法国省级选举     | 上莱茵省               | 县                     |                        | 托马斯·策勒 帕斯卡勒·施米迪格 | 43.58%                 |                        | 托马斯·策勒 帕斯卡勒·施米迪格 | 66.28%                 | [ 33 ]                 |
| 2021年法国省级选举     | 上莱茵省               | 市镇                   |                        | 托马斯·策勒 帕斯卡勒·施米迪格 | 42.72%                 |                        | 托马斯·策勒 帕斯卡勒·施米迪格 | 66.88%                 | [ 33 ]                 |
| 2021年法国大区选举     | 大東部大區             | 市镇                   |                        | 让·罗特纳                     | 23.1%                  |                        | 让·罗特纳                     | 35.5%                  | [ 34 ]                 |
| 2022年法国总统选举     | 法國                   | 市镇                   |                        | 埃马纽埃尔·马克龙             | 29.36%                 |                        | 埃马纽埃尔·马克龙             | 63.94%                 | [ 29 ]                 |
| 2022年法国立法选举     | 上莱茵省第三选区       | 市镇                   |                        | 普里西拉·席尔瓦               | 22.91%                 |                        | 迪迪埃·勒迈尔                 | 58.88%                 | [ 29 ]                 |
| 2024年欧洲议会选举     | 法國                   | 市镇                   |                        | 若尔丹·巴尔代拉               | 27.5%                  | （不适用）             | （不适用）                    | （不适用）             | [ 29 ]                 |

## 人口
2021年，圣路易市镇人口数量为22,698，在法国排名第399位。其中男性11,353人，女性11,482人，75岁及以上人口占6.3%，外籍人口数量为6,180人，人口密度为1,347人/平方公里，当地居民被称为（男性）或（女性）。2022年，圣路易境内出生221人，死亡人口178人。
| 圣路易1901年－2021年人口变化情况 |
|                                  |
| 数据来源：Cassini、INSEE         |

## 经济
圣路易是一个区域性的中心城市，也是巴塞尔的一个近郊卫星城。截至2024年6月，圣路易市镇范围内共有各类用人单位（包含自雇）2,718家，平均历史为16年，其中97.53%为中小型企业（PME），2024年4月至6月间，当地的经济活力指数为0.04%。（大型零售）、（五金销售）及（企业管理）是当地2022年营业额最高的三个企业，分别为106,907,147欧元、8,673,409欧元和6,827,560欧元。

## 财政与居民收入
2022年，圣路易的财政收入总额为33,802,100欧元，财政支出总额为32,025,400欧元，当年的债务总额为19,705,100欧元。2022年，圣路易市镇通过增值税获得918,300欧元的收入，此外当地还共获得了2,758,640欧元的国家直接财政补助。
| 圣路易居民收入情况                               | 圣路易居民收入情况 | 圣路易居民收入情况    | 圣路易居民收入情况 |
| 内容                                             | 圣路易             | 法国                  | 统计年份           |
| ------------------------------------------------ | ------------------ | --------------------- | ------------------ |
| 征税家庭总数                                     | 9,172              | 1,081（法国市镇平均） | 2022年             |
| 居民平均月收入                                   | 2,030欧元          | 2,435欧元             | 2022年             |
| 高级职员人均月收入                               | 3,884欧元          | 4,331欧元             | 2021年             |
| 中级职员人均月收入                               | 2,318欧元          | 2,470欧元             | 2021年             |
| 普通职员人均月收入                               | 1,656欧元          | 1,801欧元             | 2021年             |
| 贫困率                                           | 20%                | 14.5%                 | 2020年             |
| 青壮年（15至64岁）失业率                         | 18.3%              | 7.4%                  | 2020年             |
| 征税家庭数量占比                                 | 51.4%              | 45.5%                 | 2020年             |
| 家庭年均纳税                                     | 6,225欧元          | 4,393欧元             | 2022年             |
| 资料来源：INSEE、L'Internaute、Le Journal du Net |                    |                       |                    |

## 社会事务

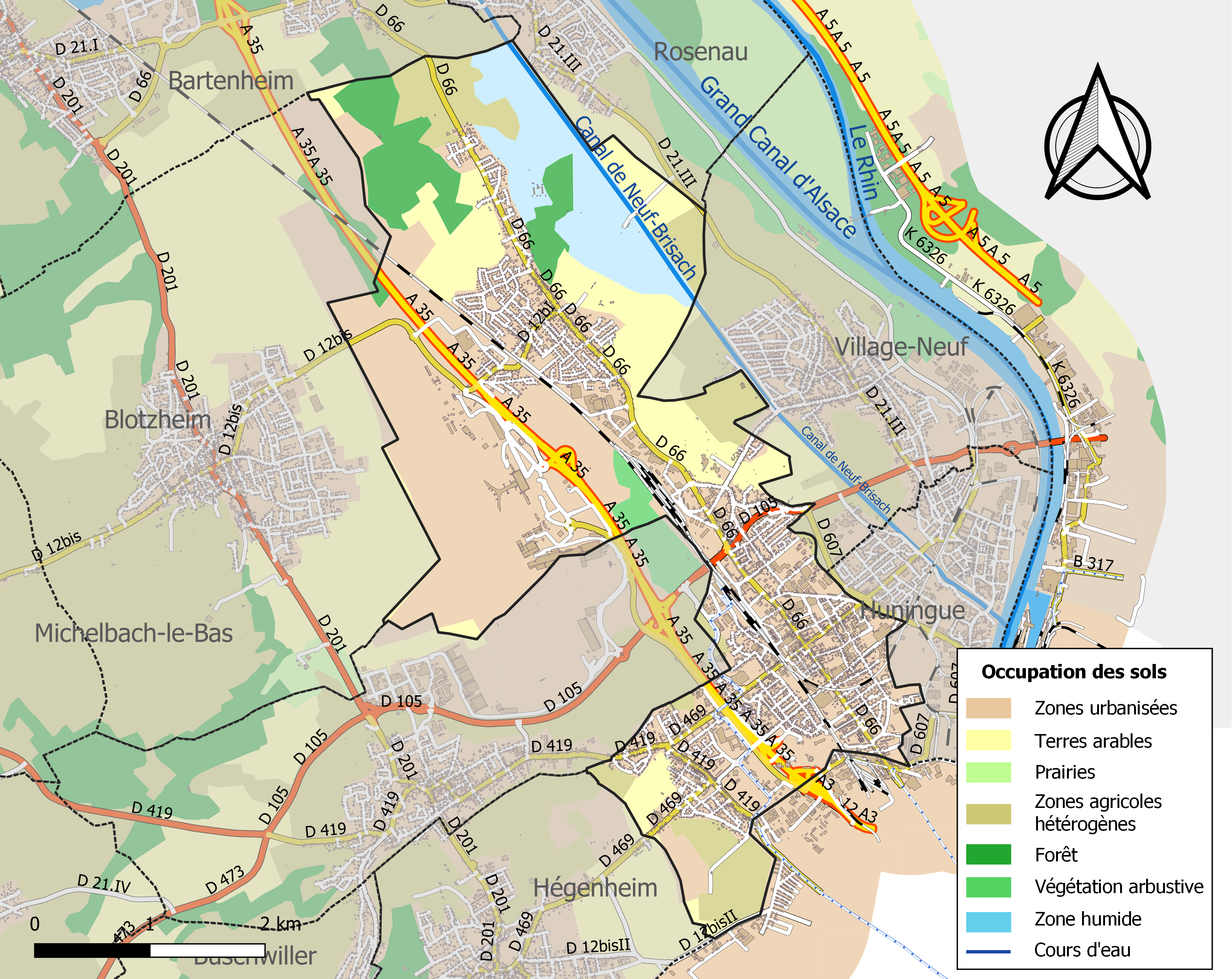
圣路易土地利用情况地图

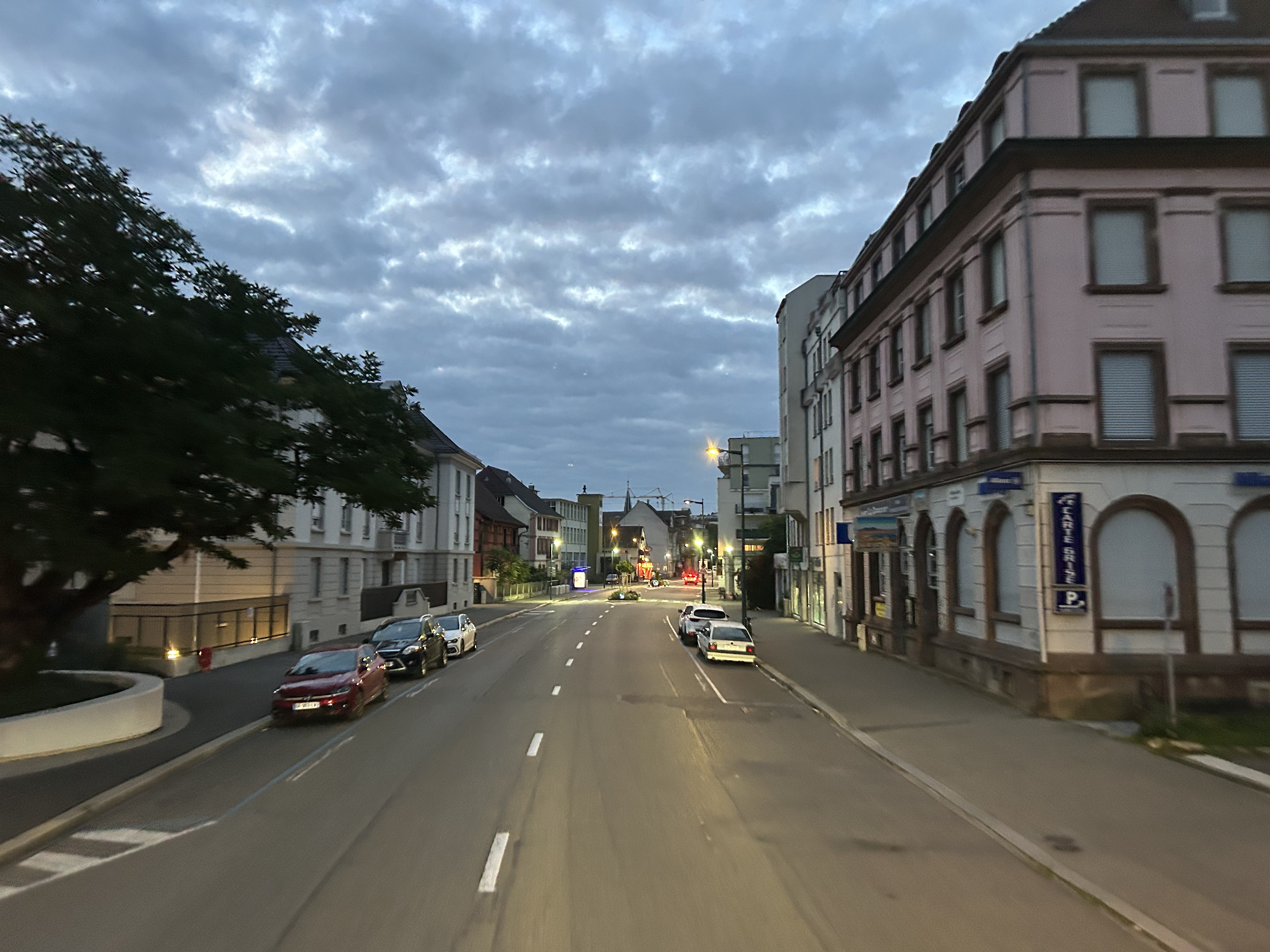
圣路易镇中心的巴塞尔大街

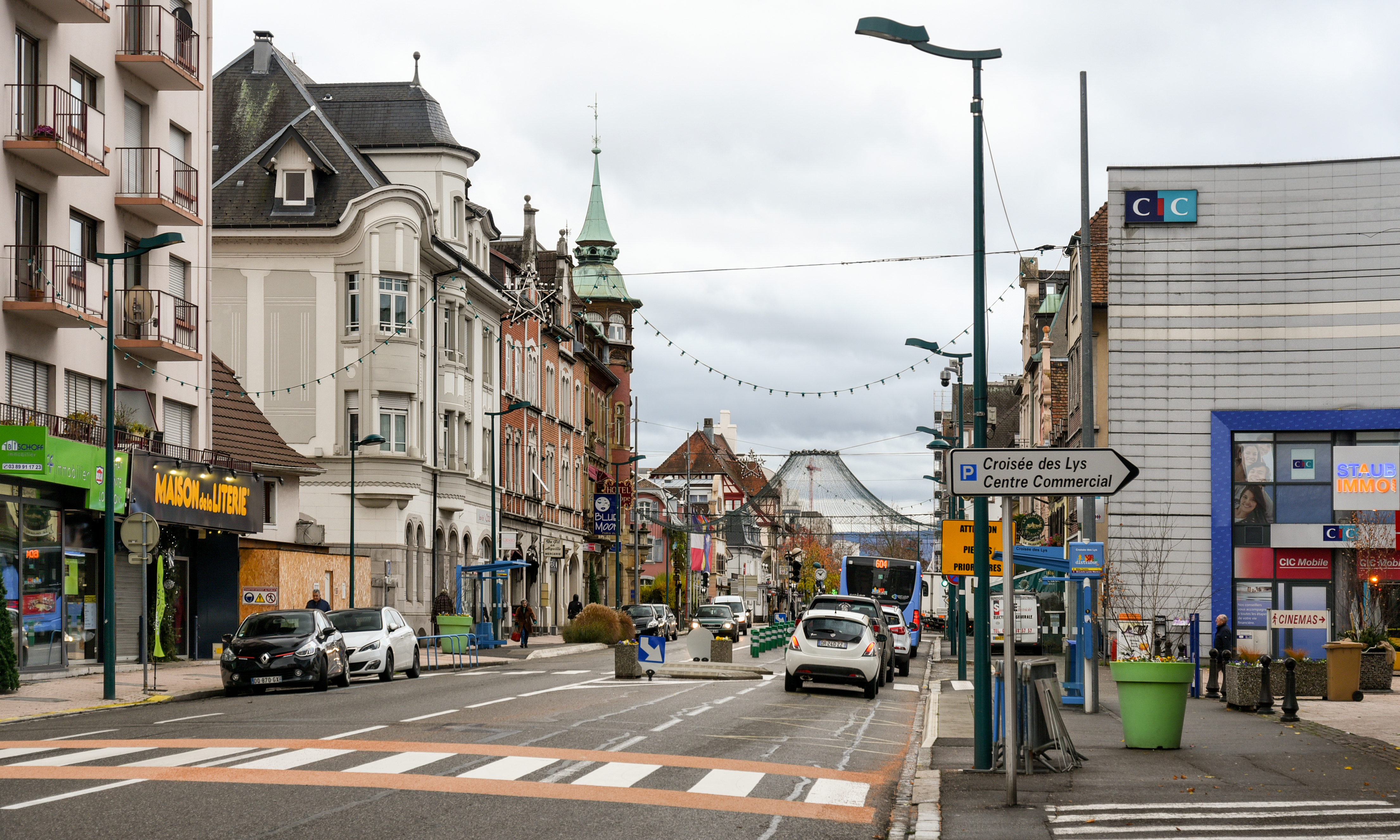
于南格街

### 教育
圣路易属于斯特拉斯堡学区。截至2021年1月1日，圣路易境内共有7所幼儿园、7所小学、4所初级中学和1所普通高中。2022至2023学年度，圣路易境内共有在校中等教育阶段学生3,018名。

### 医疗
截至2021年1月1日，圣路易境内共有全科医生18名、保健师13名、牙医29名、护士9名、耳科医生4名、眼科医生4名、皮肤科医生2名、儿科医生1名和妇科医生2名。境内共有药房5家、养老院2家。
距离圣路易最近的区域性医疗机构为米卢斯-南阿尔萨斯地区医疗集团，该机构在圣路易境内设有一处含34个床位的医院；其主病区埃米尔·穆勒医院（Hôpital Émile Muller）则位于米卢斯市区南部，距离圣路易市区的正常车程大约28分钟，该院设有床位961个，是上莱茵省规模最大的公立综合性医院。

### 住房
2020年，圣路易境内共有各类住房11,487套，其中28.0%为独立式住宅，71.3%为集中式住宅。常住房屋占圣路易市镇范围内居民建筑总量的89.6%。
在住房保障政策方面，2022年，圣路易境内共有1,993户家庭获得了住房经济补助，受益人数占总人口数量的8.8%，其中1,960份为房租补助。

### 商业
2021年，圣路易境内共有各类实体商铺410家，其中餐厅73家、大型超市6家、杂货店10家、面包房9家、肉铺5家、书店7家、装饰品店2家、银行门店10家、美容美发店34家、汽车维修店31家。圣路易镇中心建有E.Leclerc、Intermarché、Grand Frais、Kiabi、Lidl等超市。

### 体育
2021年，圣路易境内共有1家游泳池、5间体育馆、1座综合体育场、7处网球场、4处足球或橄榄球场以及3处篮球或排球场。
截至2024年6月，圣路易境内共有两家注册足球俱乐部。圣路易讷韦格俱乐部（编号540477）是当地的代表性足球队，成立于1990年，其主队2024至2025赛季参加大东部大区足球联赛甲组（法国第六级别），其主场为圣路易边界球场。

### 环境
圣路易的环境事务由其所属的圣路易城市圈公共社区联合各级政府协调负责。2021年，圣路易境内共有4家污染企业。

### 治安
2021年，圣路易市镇范围内共有1处派出所和1处宪兵队。
圣路易警区（zone police de Saint Louis）的管辖范围共包括两个市镇。2020年，该警区累计记录各类案件1,157起，其中盗窃类案件670起，经济类案件134起，毒品交易类案件57起。

## 文化
2021年，圣路易境内共有1家剧场、1家电影院和1家音乐厅。圣路易境内建有拉帕尔纳斯多媒体中心（Médiathèque Le Parnasse），每周二至六向公众开放。

### 建筑
圣路易境内有多处历史建筑，其中犹太教堂、布尔费尔登圣夏尔教堂（Église Saint-Charles de Bourgfelden）等为法国国家文物保护单位。

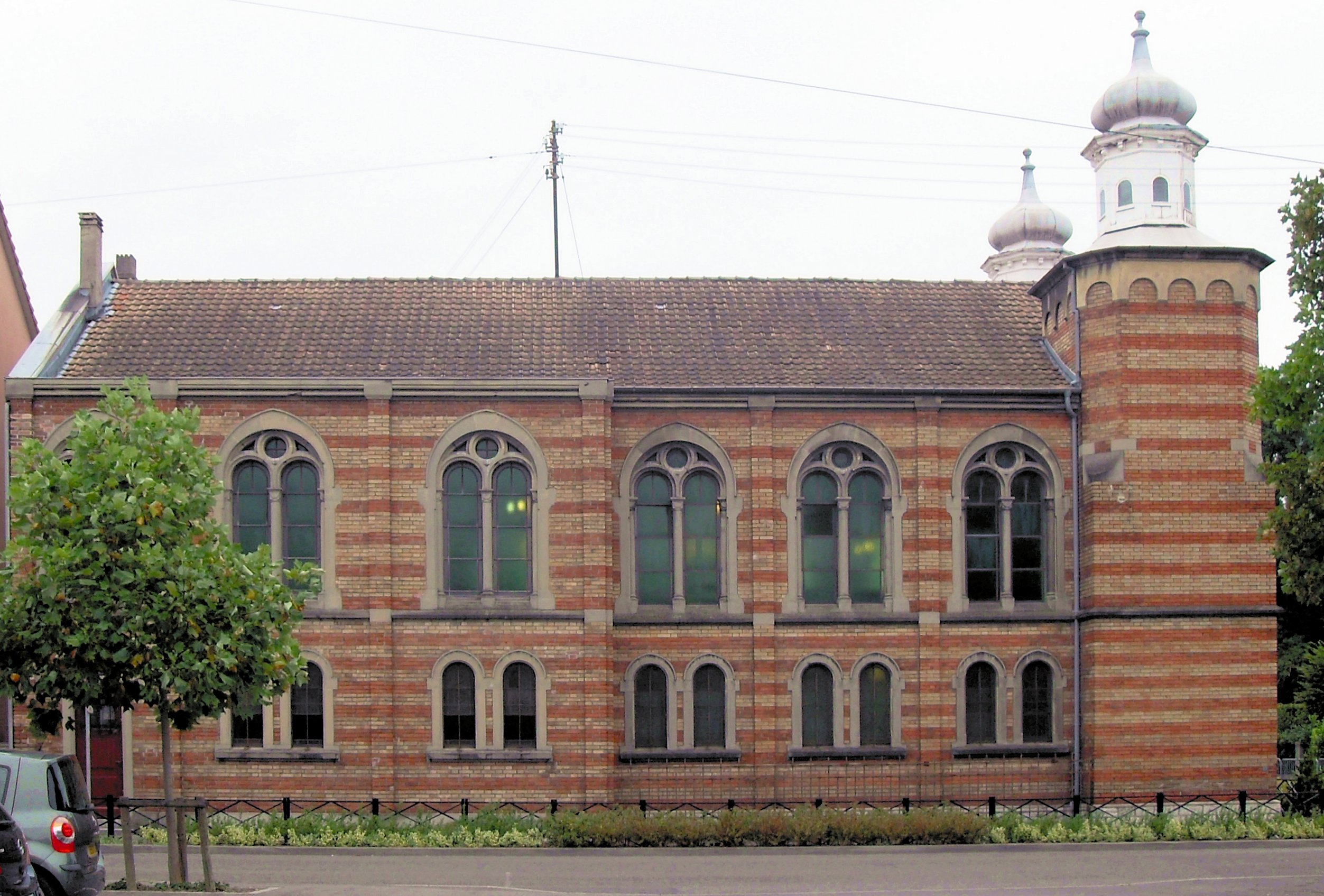
犹太教堂（法语：Synagogue de Saint-Louis）
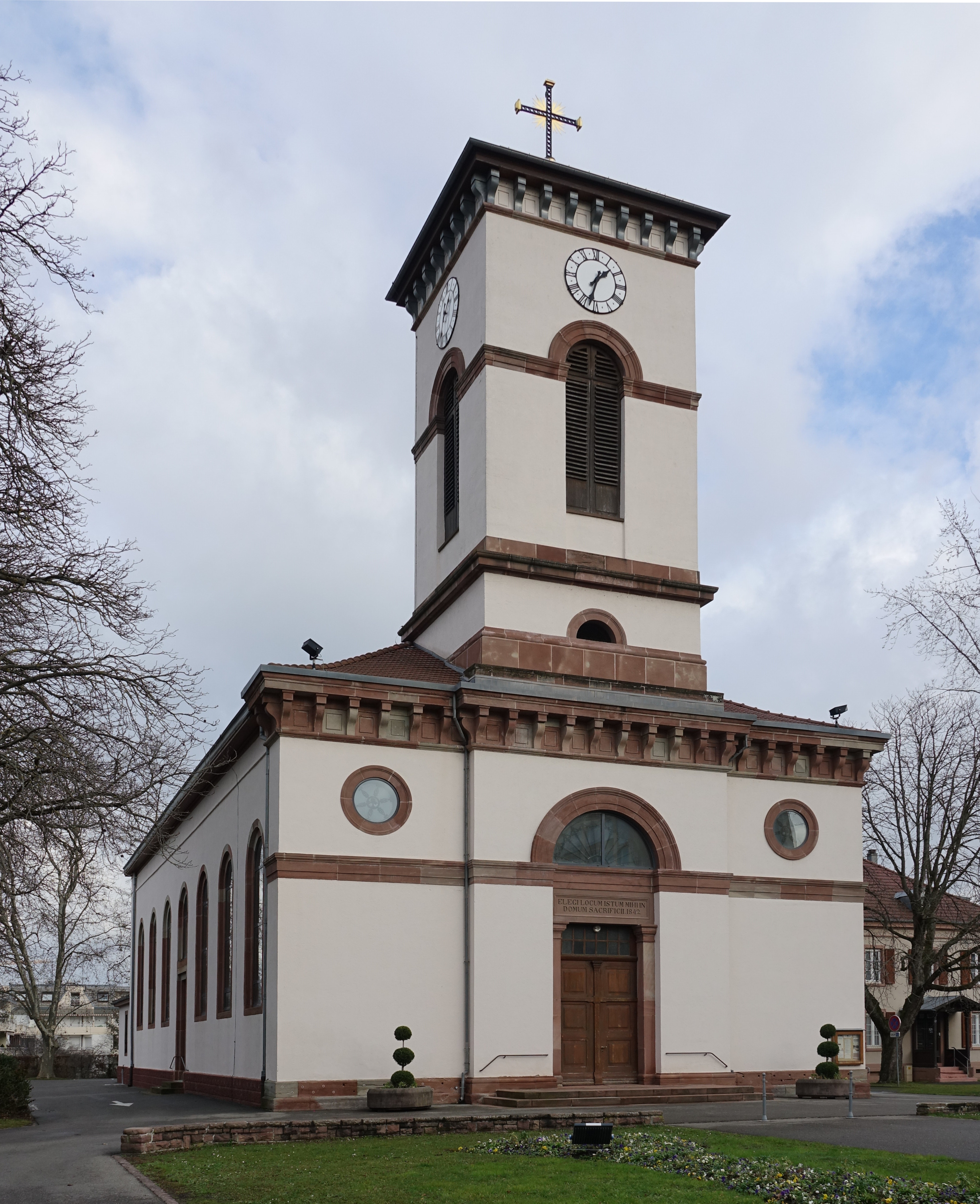
圣路易教堂
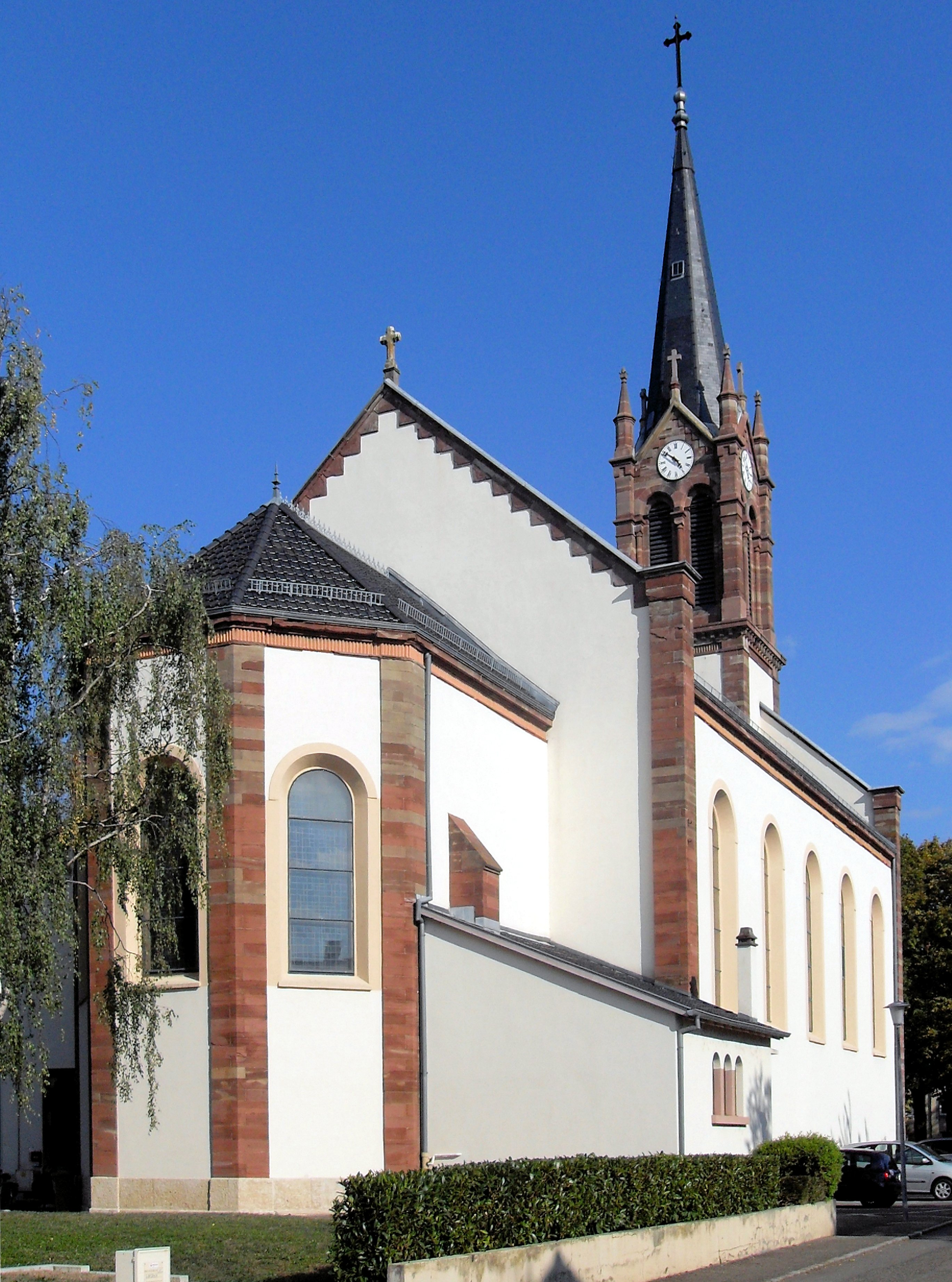
圣夏尔教堂
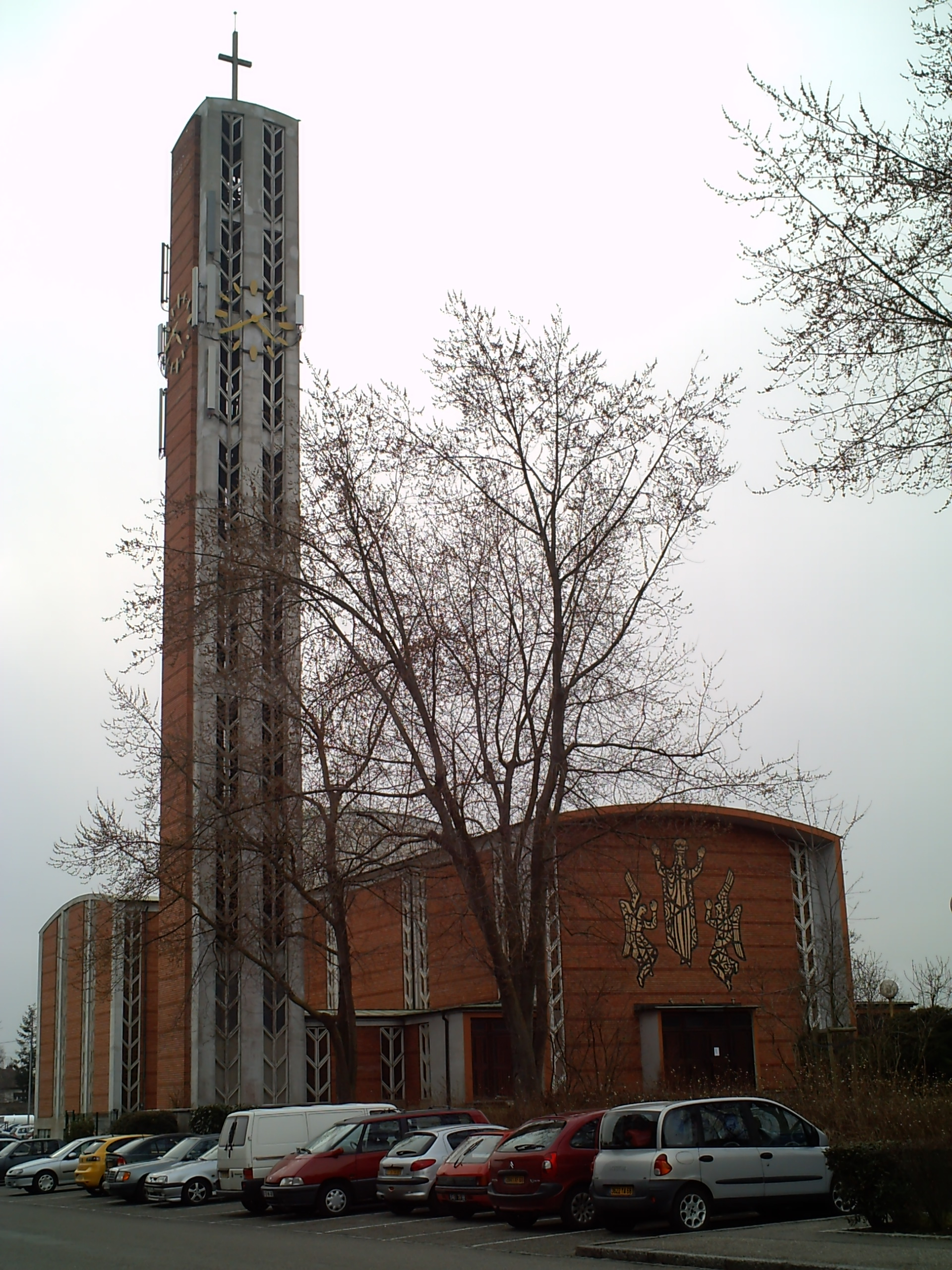
和平圣母教堂
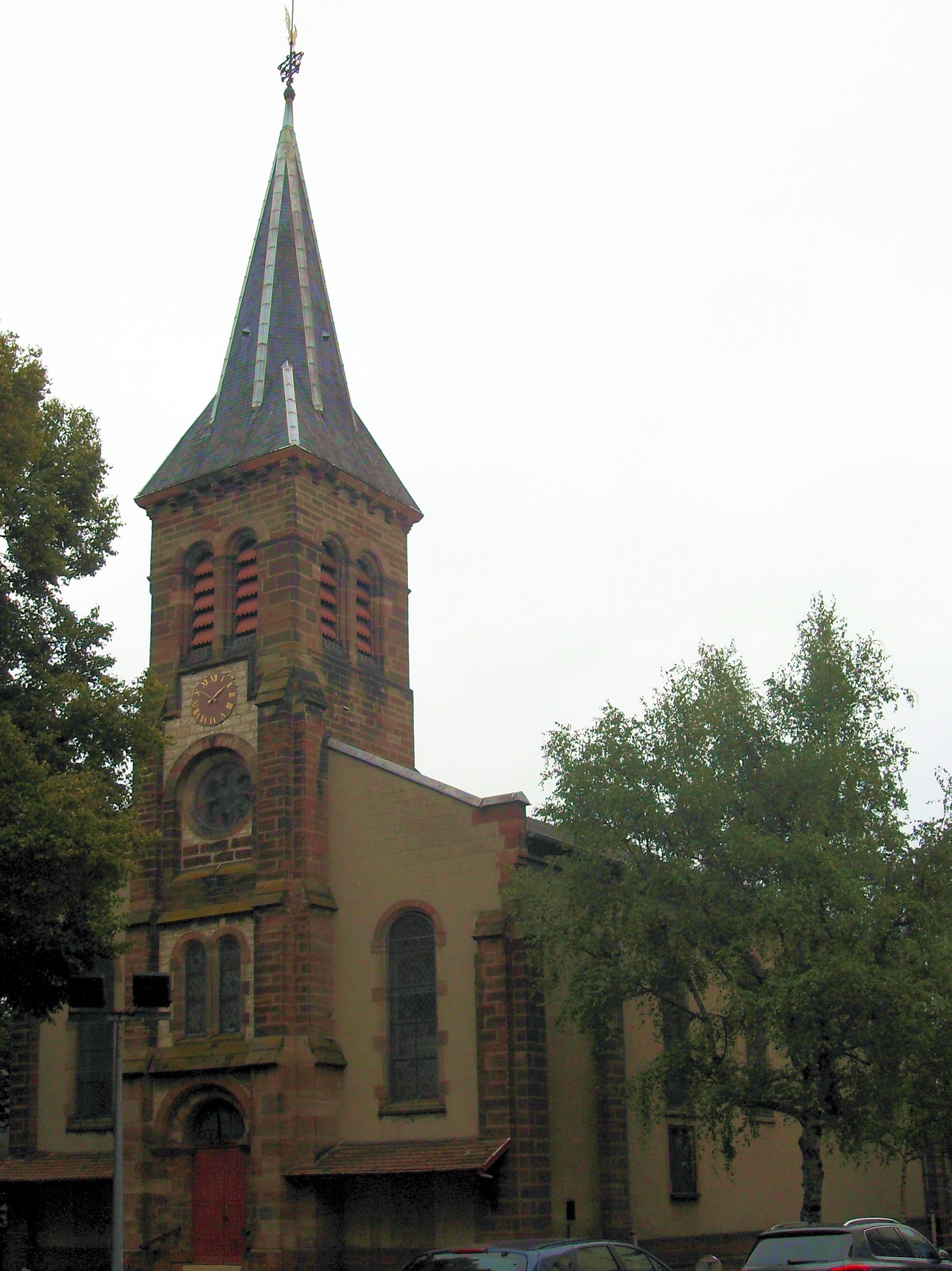
新教教堂
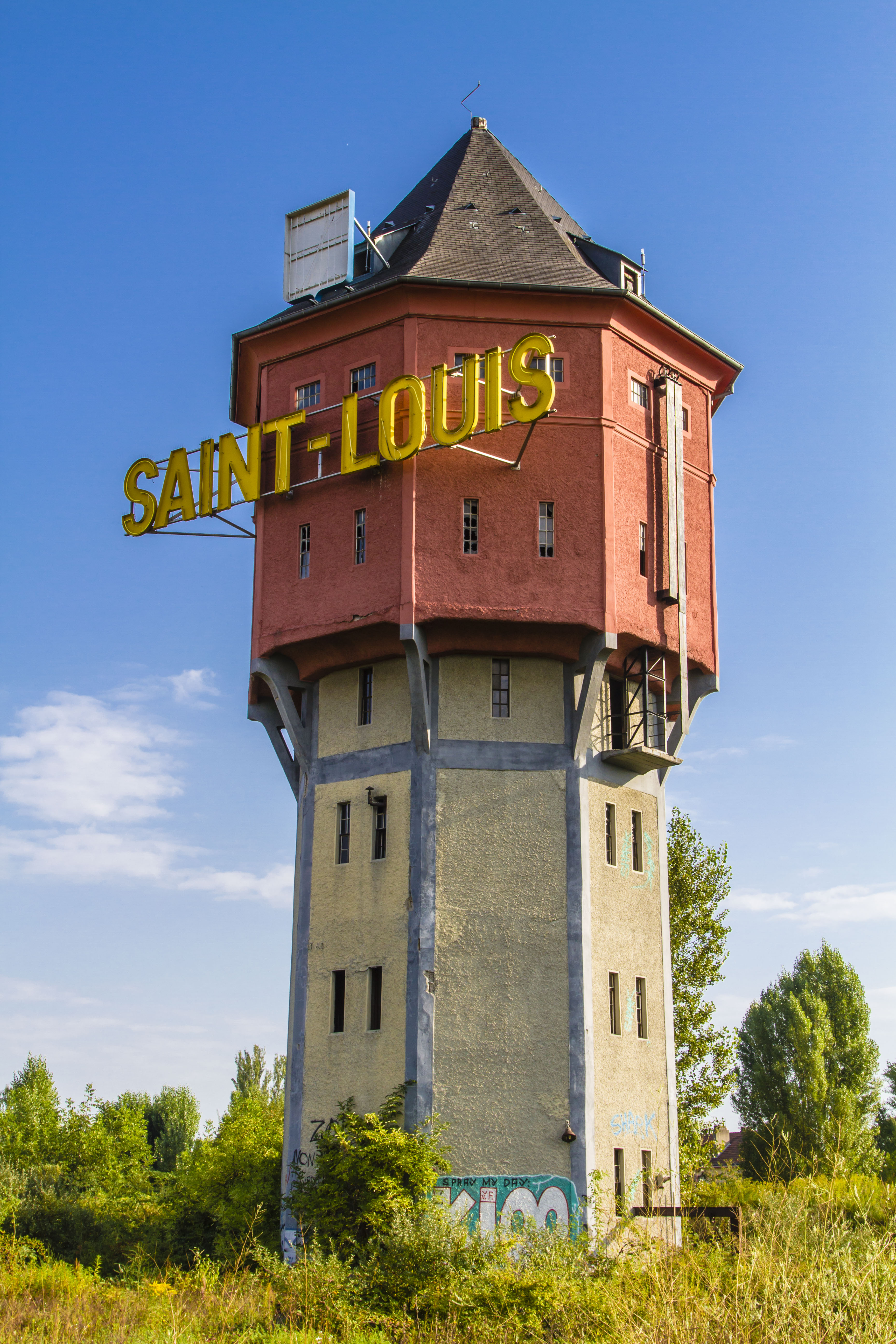
水塔
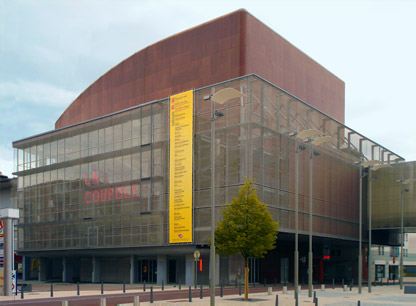
剧场
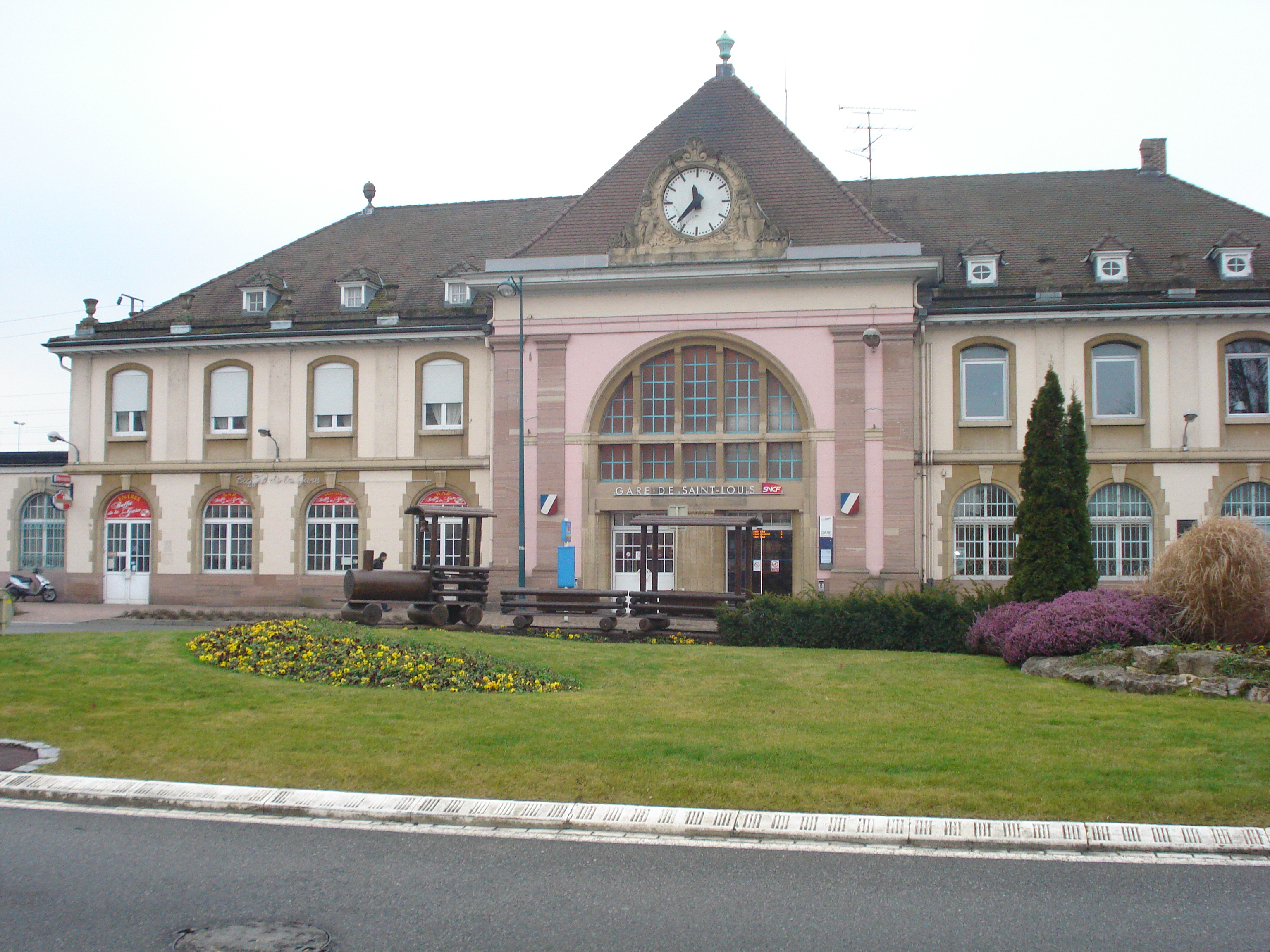
圣路易站主站房
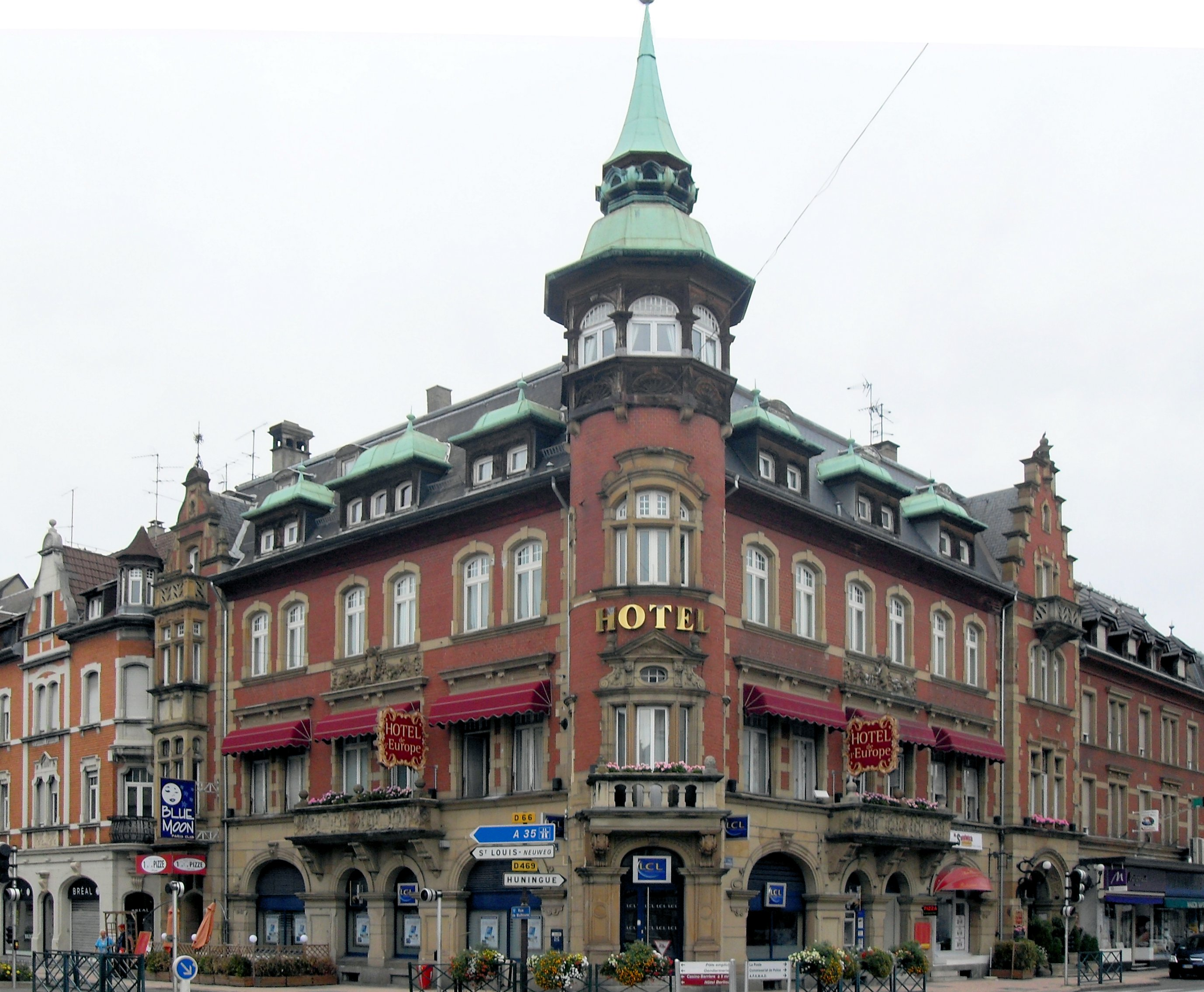
欧罗巴酒店

### 旅游
圣路易的旅游事务由其所属的圣路易城市圈公共社区联合各级政府协调负责。2023年，圣路易境内共有5家酒店共计226间房间。

### 媒体
法国主要的媒体均可在圣路易接收，法国电视三台下属的大东部大区频道在部分时段播出圣路易所在上莱茵省的地方新闻。《阿尔萨斯报》、《阿尔萨斯最新消息》、阿尔萨斯电视台、蓝色法兰西阿尔萨斯广播等是当地主要的地方性媒体。

## 相关人物
法国政治家、巴黎公社成员夏尔·热拉尔丹出生于圣路易。

## 友好城市
截至2024年6月，圣路易共与两座城市建立了友好城市关系：
- 热尔省 莱克图尔
- 德国 莱茵河畔布赖萨赫